# Larrivée

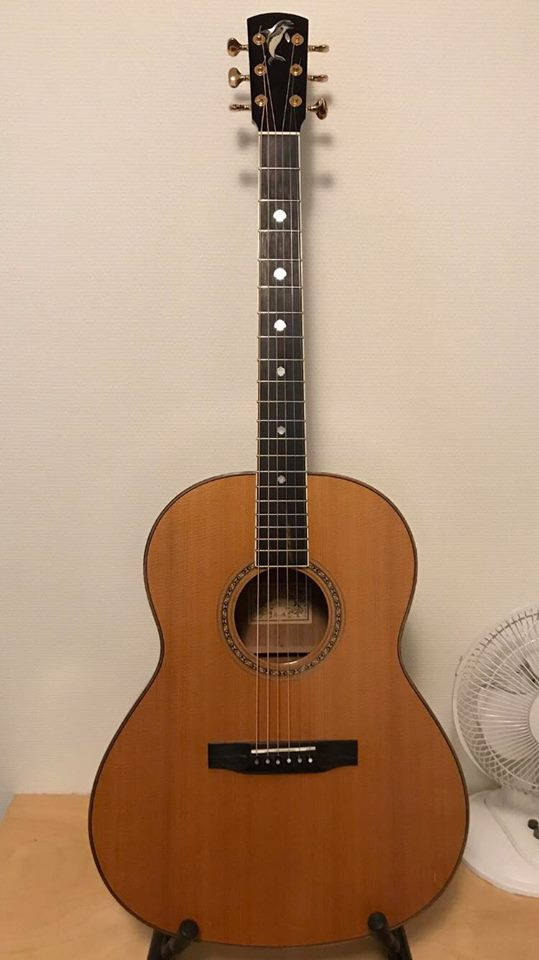
En Larrivée L-09 tillverkad i Victoria-fabriken

Jean Larrivée Guitars Ltd. är ett kanadensiskt företag grundat 1967 av Jean Larrivée som tillverkar framförallt akustiska gitarrer men även elgitarrer och ukuleles. 1977 flyttade företaget för första gången från Toronto, Ontario till Victoria, British Columbia, och 1982 till Vancouver. I september 2001 öppnade man även en fabrik i Kalifornien där numer alla gitarrer tillverkas sedan all kanadensisk produktion stängdes ner 2013.

## Historia
På 60-talet började Jean Larrivée som lärling till instrumenttillverkaren Edgar Monch Sr. i Toronto där han tillverkade sina första två gitarrer. De första gitarrerna var baserade på klassiska gitarrer av europeisk modell och blev sedermera en del av "Larrivée Family Collection".
Företaget grundades i Toronto, Ontario 1967 och flyttade till Victoria, British Columbia 1977, och till Vancouver 1982. I September 2001 öppnade Larrivée en fabrik i Kalifornien som sedan 2013 är den enda kvarvarande fabriken sedan man lade ner produktionen i Kanada. 
1971 började Larrivée skapa motivbilder på sina gitarrers huvuden och greppbrädor och 1977 blev det standard för deras gitarrer. Motiven som kanske är en av de saker som är mest utmärkande för en Larrivée-gitarr, särskilt i äldre exemplar, var många och varierande. Exempel på sådana motiv är "The flying eagle", "The dolphin" osv. Från 1979 designades alla motiv av Wendy Larrivee med undantag av ett motiv från 1998 kallad "Joker". 
Larrivée är känt som ett kvalitativt gitarrmärke och samtliga gitarrer tillverkas för hand. Jean Larrivée är känd för att ha god kunskap om olika träslag som kan användas i tillverkningen och åker ofta själv runt i världen för att upptäcka nya träsorter till sin tillverkning.  

## Larrivée i Sverige
I Sverige är märket inte så stort med få återförsäljare ute i landet. Den svenska artisten Björn Afzelius signaturgitarr var en Larrivée med motivet "The flying eagle" på huvudet. Efter Afzelius bortgång i Februari 1999 ärvde artisten tillika vännen Mikael Wiehe gitarren och har sedan dess spelat flitigt på den. 

## Modeller
- 03 Recording Series
- 40 Legacy Series
- 04 Performer Series
- 05 Mahogany Select Series
- 09 Rosewood Artist Series
- 10 Rosewood Deluxe Series
- 11 Fingerstyle Series
- 50 Mahogany Traditional Series
- 60 Rosewood Traditional Series
- 30 Series Classical Guitars

### Body Styles
- P - Parlor
- PV - Venetian Cutaway Parlor
- OM - Orchestra Model
- OMV - Venetian Cutaway OM
- LS -Larrivée Small Body
- LSV - Venetian Cutaway Small Body
- L - Larrivée body
- LV - Venetian Cutaway L-Body
- C - Florentine Cutaway (L - Body)
- D - Dreadnought
- DV - Venetian Dreadnought
- J - Jumbo
- JV - Venetian Jumbo
- LJ - Larrivée Jumbo
- LJV - Venetian LJ
- 0 - Single "O"
- 00 - Double "O"
- 000 - Triple "O"
- SO - Slope OM - same as 000
- SD - Slope Dreadnought